# Château d'Hauterive (Castres)
Pour les articles homonymes, voir Hauterive.
Le château d'Hauterive est situé sur la commune de Castres, dans le Tarn, en région Occitanie (France). Il est inscrit au titre de monument historique par arrêté du 18 juin 2010.

## Historique
Cité dès le XIIIe siècle sur les rives du Thoré, à quelques kilomètres en amont de Castres, le château d'Hauterive appartient alors à la famille de Montfort, qui s'en est emparé à travers la croisade contre les albigeois, même si l'édifice serait plus ancien encore. Il passe ensuite dans la famille d'Hautpoul lors d'une alliance entre les deux familles.
Le château d'Hauterive conserve beaucoup d'éléments du XIIIe siècle, ainsi que du XIVe siècle, comme une porterie avec archères et douves. Néanmoins, le château médiéval a été profondément remanié, même si le plan général reflète encore sa forme ancienne. À la Renaissance, de grandes ouvertures à meneaux sculptés ont été ouvertes. Au XVIIe siècle, le logis est remanié et deux tours carrées encadrent l'aile principale. L'aile sud est supprimée au XIXe siècle au profit de la continuité sur le parc. Après  la  maison  de  Monftort,  le  château  entre  ensuite  pour  plus  de  300  ans  dans  la  maison  d'Hautpoul,  quand  la  sœur  de  Philippe  de  Montfort,  comte  de  Castres,  se  marie  avec  Raymond d' Hautpoul.
Depuis la fin de l'Ancien Régime (et encore aujourd'hui), le château d'Hauterive appartient à la famille de Villeneuve, car acheté vers 1776 par Jean-Joseph de Villeneuve. Parmi les personnalités de la famille figure Jeanne-Émilie de Villeneuve, religieuse canonisée en 2015. On trouve aussi Léontine de Villeneuve, dite l'Occitanienne de Chateaubriand, dernier amour du réputé auteur.

## Description
Du château médiéval, il reste le plan en carré, les douves alimentées directement par une nappe phréatique, leur plan d'eau étant très supérieur à celui du Thoré, ainsi qu'une dernière tour conservant les meurtrières et l'aspect austère des anciennes forteresses militaires. Tout le reste a été remanié aux XVIIe et XIXe siècles (par l'architecte Louis Garros), avec l'ajout de tours et autres. La cour en U est fermée par un portail en pierre taillée, surmonté des armes de la famille de Villeneuve.